# Camilo Boris
Camilo Boris Barriento (28 ottobre 1971) è uno schermidore cubano, specializzato nella spada.

## Palmarès
In carriera ha conseguito i seguenti risultati:
- Mondiali di scherma

Seul 1999: bronzo nella spada a squadre.
- Giochi Panamericani:

L'Avana 1991: oro nella spada a squadre.
Winnipeg 1999: oro nella spada a squadre.
Santo Domingo 2003: oro nella spada individuale ed a squadre.
Rio de Janeiro 2007: oro nella spada a squadre.